# Pilea pumila
Pilea pumila är en nässelväxtart som först beskrevs av Carl von Linné, och fick sitt nu gällande namn av Asa Gray. Pilea pumila ingår i släktet pileor, och familjen nässelväxter.

## Underarter
Arten delas in i följande underarter:
- P. p. deamii
- P. p. hamaoi
- P. p. obtusifolia

## Bildgalleri

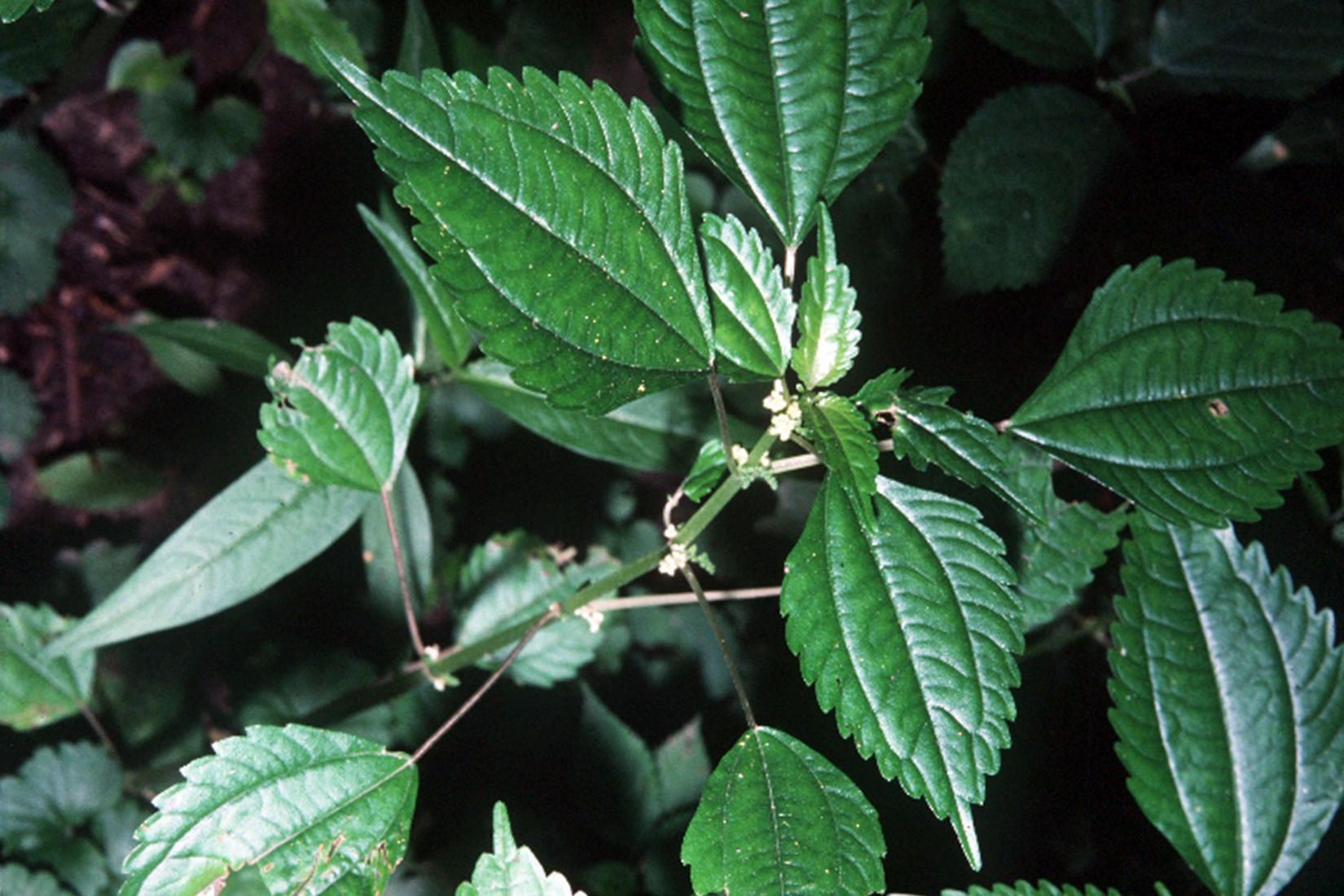
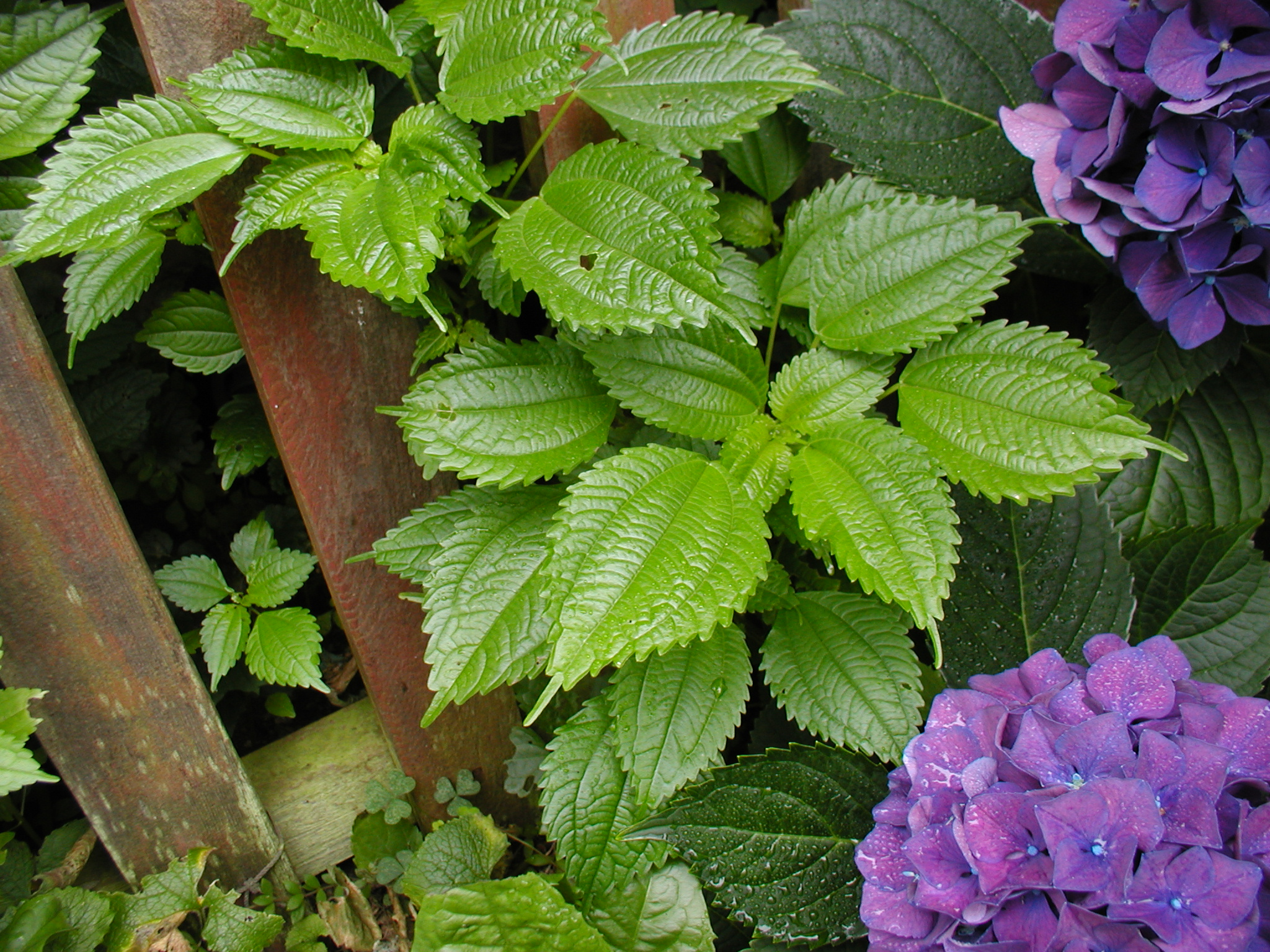
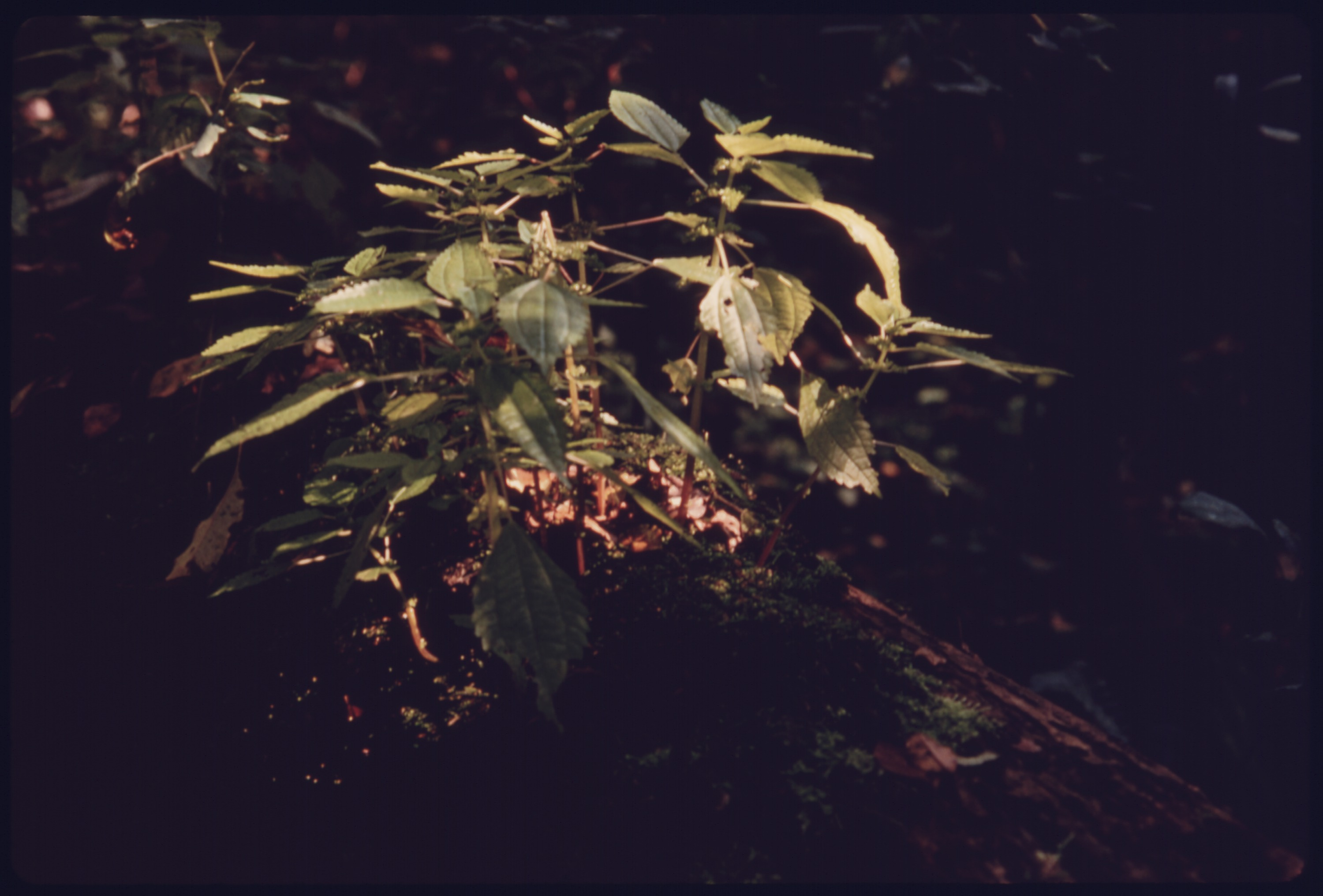